# 薛仙舟
薛仙舟（1878年6月12日—1927年9月14日）
，名颂瀛（英文名：Sung-Ying Hsueh），字仙舟，广东香山縣人。中華民國金融業人士。中國合作運動的理論先驅。
薛仙舟4歲喪父，隨母寄籍江蘇揚州。5歲發蒙，九歲喪母，到上海投奔長兄。11歲隨兄北上，就讀天津中西书院。1894年，考入北洋大学。1898年，畢業返回上海，因從事革命活動被捕入獄。1901年，考取官費，赴美加利福尼亚大学留学，又因為從事革命運動返回上海被捕，後逃脫赴美。1903年，回国后，在广州创办会计学堂。1905年，任留德学生监督，同时入柏林大学攻读研究生。辛亥革命後歸國，任南京临时政府上海中国银行副监督，負責調查各地實業。1914年，擔任复旦公学教务长，教授德文、公民、经济等课程。1918年，任工商银行董事長兼總經理，奔走於港滬之間。1919年10月22日，借復旦大學校舍創辦上海國民储蓄银行，這是中國最早的信用合作社。次年发行《平民》周刊，組織合作同志社。1927年5月，中央黨務學校成立，被擬聘講授合作運動未果，但政大合作學院仍間接受其影響。6月，王世穎協助創作『中國合作化方案』，後將方案面交陳果夫。同時被葉楚傖延攬籌備中國農民銀行和經濟設計委員會，因病未能繼續。9月14日在上海病逝。